# Kościół Świętej Rodziny i św. Maksymiliana Kolbego w Katowicach
Kościół Świętej Rodziny i św. Maksymiliana Kolbego w Katowicach – rzymskokatolicki kościół parafialny pod wezwaniem Świętej Rodziny i św. Maksymiliana Kolbego przy ul. Zofii Kossak-Szczuckiej w katowickiej dzielnicy Załęska Hałda-Brynów.
Odpust przypada w niedzielę po Bożym Narodzeniu.

## Historia
Bp Herbert Bednorz otrzymał pozwolenie na wybudowanie nowego kościoła w rejonie Osiedla Rolna–Wodospady w 1982 roku. Kamień węgielny poświęcił papież św. Jan Paweł II w Rzymie 11 października 1982 roku. Autorami projektu kościoła byli dr inż. Zbigniew Weber oraz inż. Tadeusz Szczęsny. Prace budowlane przy nowym kościele rozpoczęto w 1987 roku. Inspektorem nadzoru budowlanego wybrano inż. Józefa Musialika, zaś kierownikiem budowy inż. Adama Krupkę. Kamień węgielny wmurował abp Damian Zimoń 29 października 1992 roku. Autorem projektu wystroju wnętrza był inż. Karol Gierlotka, witraże zaprojektował artysta plastyk Wiktor Ostrzołek. Rzeźbę „Świętej Rodziny” i stacje Drogi Krzyżowej wykonał artysta rzeźbiarz Andrzej Borgieł. Obrazy „Matki Boskiej Częstochowskiej”, „Bożego Miłosierdzia”, „Św. Barbary” oraz „Św. Jadwigi Śląskiej” namalował artysta malarz Leopold Kubica. Kościół konsekrował abp Damian Zimoń 9 października 1993 roku. W 2003 roku zamontowano i poświęcono organy zaprojektowane przez prof. Juliana Gembalskiego, wykonane przez warszawską firmę „Kamińscy”.